# Ліхтенштейн на Європейських іграх 2015
Ліхтенштейн на перших Європейських іграх у Баку був представлений 6 атлетами.